# Colcarteria carrai
Colcarteria carrai är en spindelart som beskrevs av Gray 1992. Colcarteria carrai ingår i släktet Colcarteria och familjen Desidae.
Artens utbredningsområde är New South Wales. Inga underarter finns listade i Catalogue of Life.